# Don Raye
Donald „Don“ Raye (* 16. März 1909 in Washington, D.C. als Donald MacRae Wilhoite Jr.; † 29. Januar 1985 in Woodland Hills, Kalifornien) war ein US-amerikanischer Liedtexter. Er schrieb mit Gene De Paul Star Eyes und You Don’t Know What Love Is.

## Leben und Wirken
Raye startete seine Karriere als Tänzer, trat in Vaudeville Shows als „Song and Dance Man“ auf und schrieb für seine Auftritte eigene Texte. Im Jahr 1935 begann er als Songwriter zu arbeiten, wobei er mit Komponisten wie Sammy Cahn, Saul Chaplin und dem Bandleader und Saxophonisten Jimmie Lunceford zusammenarbeitete.
Don Raye wurde bekannt durch seine Songs für die Andrews Sisters in den 1930er Jahren, wie Beat Me Daddy, Eight to the Bar und Boogie Woogie Bugle Boy. Für letzteren war er gemeinsam mit Hugh Prince für den Oscar in der Kategorie „Bester Song“ nominiert. Ray schrieb auch den Text für den späteren Jazzstandard You Don’t Know What Love Is, dessen Melodie von Gene De Paul stammt. Aus beider Feder stammt auch der Klassiker Star Eyes. Für den Song Pig Foot Pete waren die beiden 1942 für den Oscar nominiert.
Von Raye stammt auch der Boogie-Woogie-Song (That Place) Down the Road a Piece, der für das Will Bradley Orchestra geschrieben wurde (1940); der Song wurde später auch ein Rock ’n’ Roll Standard, aufgenommen u. a. von den The Rolling Stones, Chuck Berry, Jerry Lee Lewis, Foghat, Amos Milburn, Harry Gibson, und vielen anderen Künstlern. Im Jahr 1940 schrieb er den Text für den patriotischen Song This Is My Country. Nach seinem Militärdienst im Zweiten Weltkrieg setzte er seine Tätigkeit als Songwriter in Hollywood fort und arbeitete mit Gene De Paul in den Universal Studios. Er schrieb Songs für die Walt Disney’s Studios wie The Adventures of Ichabod and Mr. Toad oder A Song is Born. Einen großen Erfolg hatte Raye mit Beat Me Daddy, Eight to the Bar, Scrub Me Mamma, with a Boogie Beat, Bounce Me Brother, with a Solid Four und Fry Me Cookie, with a Can of Lard.